# Reception (Corps)

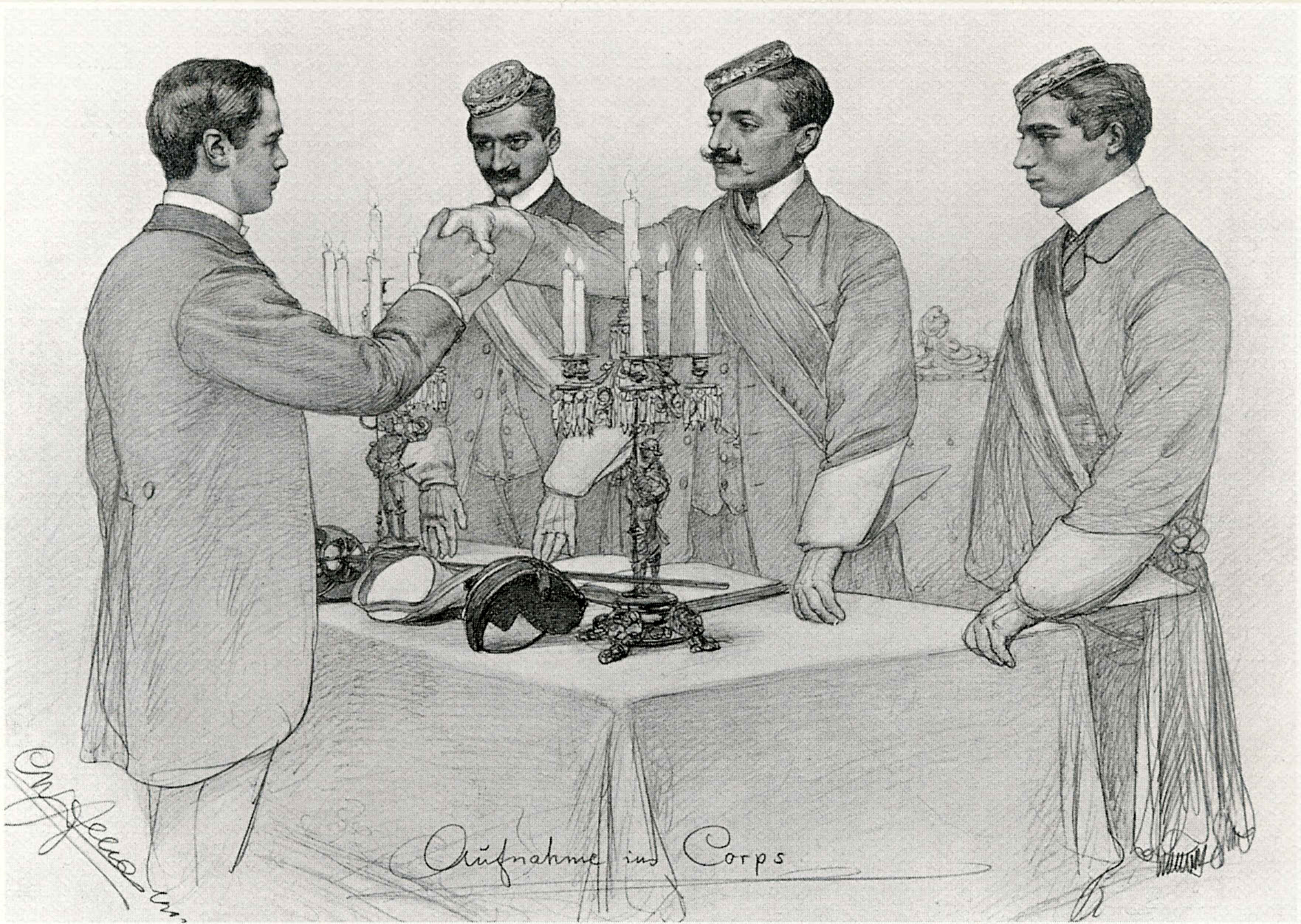
Aufnahme ins Corps (Allers)

Reception (lat. recipere, aufnehmen) ist die feierliche Aufnahme eines Fuchsen als vollberechtigtes und vollverantwortliches Mitglied in ein Corps.

## Geschichte
Der Begriff wird ausschließlich für die Aufnahme „ins engere Corps“ verwendet. In den Königsberger 
Corpslandsmannschaften wurde der engere Kreis, das Corps, geschaffen. Für die Landsmannschaften, „Gesellschaften“ und „Verbindungen“ im alten Reich und im Deutschen Bund, die sich seit 1810 allmählich in Corps umwandelten oder umbenannten, gilt das nicht. Die äußeren Kreise waren ursprünglich nur fluktuierende Massen, aus der die Corpsconvente geeignete Bewerber („honorige Burschen“), die sich „zur Rezeption meldeten“, auswählten. Erst allmählich erhielt der Renoncenstand eine feste, meist durch eigene Statuten festgelegte Form, wodurch er zum äußeren Kreis des Corps avancierte. Studenten mit „kleiner Matrikel“ (z. B. die Pharmazeuten in Bayern bis in die 1870er Jahre; in Freiburg i. Brsg. auch die Chirurgen) konnten nicht rezipiert werden und blieben Renoncen bzw. Renoncen-Philister. Zum engeren Corps gehörten nur die Corpsburschen, die vollberechtigten Mitglieder, die wiederum aus ihren Reihen die Senioren und anderen Beauftragten wählten. Die übrigen zählten zwar zur Landsmannschaft, jedoch nicht zum Corps. Sie hießen daher nicht mehr Füchse, sondern Renoncen, weil sie auf die Gleichberechtigung einstweilen verzichteten. Diese Landsmannschaften nannten sich nach der Umwandlung Corpslandsmannschaften, d. h. Landsmannschaften mit einem engeren Kreis, dem Corps. Vor 1870 wurde er in einzelnen Verbindungen auch für die  Aufnahme in den äußeren Kreis der Renoncen gebraucht. Für Heinrich Georges ist receptio „besonders die heimliche Aufnahme“. Diese Interpretation findet sich in den publizierten Corps-Konstitutionen jedoch nicht und ist irreführend. Hingegen kennt man den Begriff und Brauch der „feierlichen Reception“ schon seit Beginn des 19. Jahrhunderts, wohl eine Reminiszenz an Bräuche in Logenvereinigungen. In den Kösener Meldungen wurden Receptionen schon 1852 veröffentlicht.
Voraussetzung der Reception sind neben der charakterlichen Eignung die bestandene Fuchsenprüfung und mindestens eine gültige Mensur. Manche Corps verlangen eine zusätzliche Receptionspartie. Die Fuchsenprüfung kann sich über zwei Tage hinziehen. Früher, mancherorts bis in die jüngste Vergangenheit, musste der Fuchs (auch Renonce) drei Tage vor der Reception dem Senioren-Convent als Corpsrezipient (auch Corpsrecipient) gemeldet werden. Erhob sich kein Einspruch, wurde der CR „ins engere Corps recipiert“. Auf einen wichtigen, wenn auch längst vergessenen Aspekt der Mensuranfrage verweist der Königsberger Balte Schindelmeiser, der bedeutendste Chronist des Königsberger Senioren-Convents:

„Als Vorstufe zur Einführung der Mensuranfrage kann die Verpflichtung angesehen werden, den Corpsrezipienten (CR) vor der Wahl ins engere Corps dem SC zu melden und eine Wartezeit einzuhalten. Auch als die Mensuranfrage abgeschafft wurde, blieb diese Bestimmung erhalten. § 28 des SC-Komments von 1896 lautete: ‚Renoncen, die ins Corps recipiert werden sollen, müssen mindestens drei Tage vor der Reception dem SC ... angezeigt werden.‘“

Für den Fuchs ist die Reception der eigentliche Beginn seines corpsstudentischen Lebens. Für das Corps ist sie ein bedeutsames Ereignis, weil sie die laufende Verjüngung gewährt. Der Receptionsbeschluss muss vom Corpsconvent (CC) einstimmig gefasst sein. Die Zeremonie ist feierlich, aber einfach. Sie unterscheidet sich bei den einzelnen Corps nur in Kleinigkeiten. Christian Wilhelm Allers hat sie in zeitloser Gültigkeit erfasst. Schärpe, Cerevis und Frack der Chargierten sind vom schwarzen Anzug verdrängt worden. Der Senior verliest die wichtigsten Paragrafen der Constitution. Sich an sie zu halten und dem Corps zeitlebens treu zu dienen, verpflichtet sich der Corpsbruder auf Handschlag und Ehrenwort. Danach wird das Fuchsenband gegen die Corpsfarben ausgetauscht. Farbenstrophe, Sekt.
Gestickte Receptionsdecken in den Farben des Corps waren beliebte Geschenke der Ehefrauen von Alten Herren.

## Reception eines Corps
Der Begriff Reception wird auch für die Aufnahme von Corps in einen Senioren-Convent verwendet. Will eine Studentenverbindung Corps werden, muss sie bei einem SC renoncieren. Alamannia Basel renoncierte 1870 beim SC zu Freiburg. Die Rostocker Corps Borussia, Saxonia und später Hansea renoncierten 1882 beim Corps Holsatia.